# Point of No Return (banda)
Point Of No Return es una banda vegan straight edge de hardcore, formada en 1996 en la ciudad de São Paulo.
En sus diez años de actividad lanzaron dos álbumes y un EP. En 2024, la banda retornó oficialmente para el lanzamiento de A Linguagem da Recusa (también conocido como  The Language Of Refusal) el cual venía gestándose de forma paulatina desde 2017, en base a canciones compuestas antes de su primera disolución. A esto se sumó una presentación en vivo en el emblemático festival "Verdurada".

## Historia
Point Of No Return se formó en 1996, inicialmente como un proyecto paralelo a Self-Conviction. Las letras de la banda se centraban principalmente en las "luchas del tercer mundo" y la liberación animal. Su sonido es descrito como una mezcla del mosh metal de Earth Crisis con elementos de death metal. A su vez de poseer tres cantantes, al igual que su contraparte norteamericana y primera inspiración: Path of Resistance.
El primer álbum de larga duración de Point Of No Return, Centelha, fue lanzado en CD y vinilo por Liberation Records en Brasil, y al año siguiente por Catalyst Records en Estados Unidos, bajo el nombre Sparks. La banda realizó giras internacionales, primero a Europa en 2000 y luego a Argentina en 2001. Después de una pausa de siete meses y un supuesto "último espectáculo" en Argentina, PONR retornó con un segundo álbum en 2002: Liberdade Imposta, Liberdade Conquistada, sumado a una gira por Europa por segunda vez. Las canciones de este álbum (esta vez completamente en portugués) trataban temas sociopolíticos y profundamente melancólicas, con una fuerte influencia de actos como Cro-Mags, Judge, y Napalm Death.
Point of No Return tocó su último concierto en 2006. En 2024, la banda regresó con un nuevo disco, A Linguagem da Recusa con canciones escritas y/o compuestas entre 2002 y 2024. 

## Miembros
Miembros actuales
- Alexandre "Kalota" Fanuchi – voces (1996–2006, 2024–presente)
- Frederico "Fred" Freitas – voces (1996–2006, 2024–presente)
- Ruy "RF" Fernando – voces (2024–presente)
- Paulo "Juninho" Sangiorgio Jr. – guitarras (1999–2006, 2024–presente)
- Leonardo Cantinfras – bajo (2024–presente)
- Luciano "Lobihno" Juliato – batería (1996–2006, 2024–presente)

Miembros anteriores
- Juninho do Brás – voces (1996)
- Marcos Suarez – voces (1996–2005)
- Luciano Valéiro – guitarras (1996)
- Tarcísio Leite – guitarras (1996–2006)
- Gilberto "China" Gomes – bajo (1996–1999)
- Jefferson "Tigrilo" Queiroz – bajo (1999–2006); guitarras (1996–1999); batería (1996)

## Discografía
Álbumes y EPs
| Año  | Álbum                                      | Sello                                                          | Reediciones |
| ---- | ------------------------------------------ | -------------------------------------------------------------- | --- |
| 2000 | Centelha                                   | Liberation Records (BR) – CD/LP                                | - Dirección Positiva Records (COL) – cassette, 2000 - Catalyst Records (USA) – CD, 2001 (como Sparks) |
| 2002 | Liberdade Imposta... Liberdade Conquistada | Liberation Records (BR) – CD                                   | - Scorched Earth Policy (ALE) – LP, 2002 (como Imposed Freedom... Conquered Freedom) - Catalyst Records (US) – CD, 2002 (títulos en español y portugués) |
| 2024 | The Language Of Refusal                    | Indecision Records (USA) / Refuse Records (EUR) – streaming/LP | - Autolanzado (BR) – CD, julio 2024 (como A Linguagem da Recusa) - Big Mess Records/Desiderar Fanzine (ARG) – cassette, agosto 2024 (como A Linguagem da Recusa) - Diorama Records (IND) – cassette, agosto 2024 - All Music Matters (BR) – CD, TBA (como A Linguagem da Recusa) |

Demos y EPs
| Año  | Álbum                    | Sello                            | Reediciones                                                                                               |
| ---- | ------------------------ | -------------------------------- | --- |
| 1998 | Point Of No Return (EP)  | Catalyst Records (US) – 7" vinyl | - Catalyst Records (US) – 7", 1999 (como What Was Done)                                                   |
| 1999 | Um Convite à Luta (demo) | Autolanzado (BR) – cassette      | - Firme & Alerta Discos (ARG) – cassette, 2000 (como Point Of No Return) - Autolanzado – streaming, 2020. |

Singles
| Título | Detalles                                                                                   |
| ------ | ------------------------------------------------------------------------------------------ |
| Guile  | - Lanzamiento: 1 de julio de 2024 - Sello: Indecision, Refuse - Formatos: Descarga digital |

Apariciones en compilatorios
| Año  | Canción                                                        | Álbum                                      | Sello                 | Formato  |
| ---- | -------------------------------------------------------------- | ------------------------------------------ | --------------------- | -------- |
| 1997 | "Intro / What Was Done" "Bloodless Life" "The End" "Seduction" | Voices – A Portrait Of Sao Paulo Hardcore  | Liberation Records    | CD       |
| 1999 | "Tools"                                                        | Justice For The Enslaved Vol #1            | Sure Hand Records     | CD       |
| 2000 | "Tools"                                                        | Firme & Alerta Sampler #1                  | Firme & Alerta Discos | CD       |
| 2002 | "The End"                                                      | Ya Basta! – A Benefit For Food For Chiapas | Powderkeg Records     | CD       |
| 2003 | "Casa de Cabaclo"                                              | Inside Front #13                           | CrimethInc            | CD       |
| 2004 | "Tela"                                                         | Embrace Zine Compilation Tape              | Embrace Zine & Tapes  | cassette |
| 2005 | "Casa De Coboclo"                                              | Sampler Winter 05/06                       | Catalyst Records      | CD       |
|      | "Letargia" (en vivo)                                           | Dor E Sofrimento                           | Sub Recordings        | CD       |